# Choi Im-heon
Choi Im-heon (* 13. Januar 1983) ist ein ehemaliger südkoreanischer Skilangläufer.

## Werdegang
Choi nahm von 1999 bis 2007 vorwiegend am Continental-Cup und an FIS-Rennen teil. Bei der Winter-Universiade 2001 in Zakopane belegte er den 66. Platz über 10 km klassisch und den 50. Rang über 10 km Freistil und bei den Olympischen Winterspielen im folgenden Jahr in Salt Lake City den 64. Platz über 15 km klassisch. Bei den Winter-Asienspielen 2003 in der Präfektur Aomori errang er den 13. Platz über 10 km klassisch und den vierten Platz mit der Staffel. Seine besten Platzierungen bei der Winter-Universiade 2005 in Seefeld in Tirol waren der 43. Platz im 30-km-Massenstartrennen und der 14. Rang mit der Staffel. Bei den Olympischen Winterspielen 2006 in Turin lief er auf den 78. Platz über 15 km klassisch und auf den 18. Rang zusammen mit Park Byung-joo im Teamsprint.